# Henrik Tvarnø
Henrik Tvarnø (født d. 1. november 1954) er en dansk historiker og tidligere direktør for A.P. Møller og Hustru Chastine Mc-Kinney Møllers Fond til almene Formaal. Han gik på pension i 2020 og blev efterfulgt af Mads Lebech, som 15. august 2020 overtog stillingen som direktør.
Han var rektor for Syddansk Universitet i otte år, 1993-2001; derefter var han direktør for Folketinget i perioden 2001-08.